# Das Märchenschloß
Das Märchenschloß ist ein deutscher Kinderfilm der DEFA von Herrmann Zschoche aus dem Jahr 1961. Er beruht auf der Bilderbuchgeschichte Der Märchenschimmel von Fred Rodrian.

## Handlung
Die Brüder Peter, Günter und Klaus wandern los, um das Objekt ihrer Träume zu finden. Günter und Klaus wollen einen Mähdrescher und einen Traktor finden, geben jedoch schon nach kurzer Zeit auf. Der jüngste, Peter, sucht das Märchenschloss, von dem er in seinem Buch gelesen hat, und macht sich allein auf den Weg. Auf einer Wiese läuft ihm ein Pony zu, das dem Pony seines Buchs gleicht. Er nennt es Pedro und reitet mit ihm los. Unterwegs trifft er auf einen Schäfer, der ihm den Weg zum Rosenschloss weist, wo Pedro offensichtlich herstammt.
Auf seiner Reise begegnet Peter ein weinendes Mädchen, das für Bauern Wasser holen soll, sich jedoch nicht an einem bellenden Hund am Gasthaus vorbeitraut. Peter hilft ihr und beruhigt den Hund. Einem Jungen, der den Arbeitern Äpfel bringen sollte, diese jedoch auf dem Weg verlor, sammelt Peter die Äpfel auf, und holt einem anderen Jungen einen in den Brunnen gefallenen Eimer wieder hinauf. Später trifft er am Märchenschloss ein und inspiziert die Räume. Er findet in jedem Raum sieben Bettchen mit sieben Schuhpaaren vor der Tür. Hoch im Turm weist ihn eine mit Rosen verzierte Tür zu einem schlafenden Mädchen und auch sonst scheint alles märchenhaft zu sein. Peter durchsucht weiter die Räume, nascht Schokoladenpudding von einem Teller und lässt sich auf einem der Betten nieder.
In Wirklichkeit ist das Schloss ein Ferienlager für Jungpioniere. Bald erscheinen zahlreiche Kinder und es kommt zu einer Verfolgungsjagd auf Peter. Erst nach zahlreichen erfolgreichen Verstecken kann er gefangen werden. Als die Kinder erfahren, dass er den entlaufenen Pedro zurück zum Schloss gebracht hat, nehmen sie ihn in ihre Mitte auf. Die jungen Pioniere dürfen zusammen mit den Arbeitern in der nahe gelegenen Kleinstadt das letzte abgeerntete Feld feiern. Peter hat zum Ernteerfolg wesentlich beigetragen, da seine verschiedenen Hilfsaktionen den Arbeitern galten: Das Trinkwasser aus dem Gasthaus, die Äpfel als Essen und das Brunnenwasser für die Kühlung der Erntemaschinen. Er dürfte zum Dank auf dem Traktor und dem Mähdrescher fahren, überlässt dies jedoch seinen Brüdern, die sich ihm inzwischen angeschlossen haben. Man entscheidet, dass Peter die Erntekrone aufziehen darf. Am Ende feiern alle ein großes Erntefest im Dorf.

## Produktion

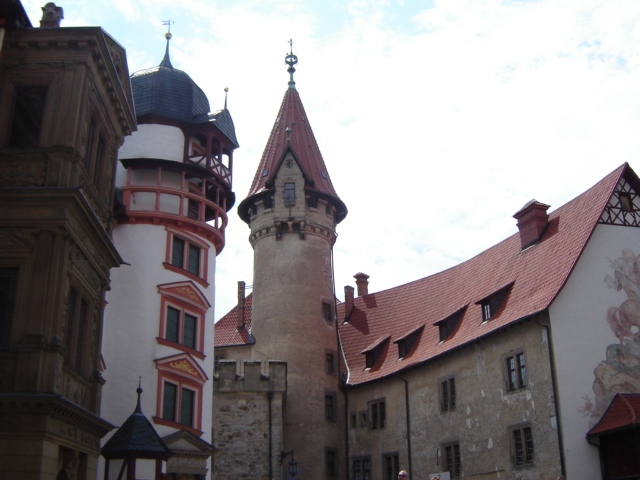
Die Veste Heldburg, im Film das „Märchenschloss“

Das Märchenschloß wurde in Heldburg gedreht. Das Märchenschloss, im Film eigentlich das Rosenschloss, fand man in der Veste Heldburg.
Der Film erlebte am 1. Juni 1961 in Heldburg seine Premiere. Es war das Regiedebüt von Herrmann Zschoche. Am 26. Februar 1976 lief der Film erstmals auf DFF 1 im Fernsehen.

## Kritik
Die zeitgenössische Kritik urteilte, dass Zschoche in seinem Regiedebüt „noch zu zaghaft die dem Stoff innewohnende Poesie und Phantastik ausschöpfte.“
Frank-Burkhard Habel bezeichnete es als angenehm, „daß er [Zschoche] nicht mit aufdringlicher Ideologisierung arbeitete, obwohl öffentlich die Forderung danach erhoben wurde.“
Für das Lexikon des internationalen Films war Das Märchenschloß ein „[e]rbaulicher Kinderfilm mit eindeutiger erzieherischer, grundsolider Absicht inszeniert.“